# 플래토주

플래토주의 위치

플래토주(영어: Plateau State)는 나이지리아의 중부에 있는 주로, 주도는 조스이다. 면적은 30,913km2이며, 인구는 3,283,704명(1991년)이다. 36개의 주 중 12번째의 크기를 지니고 있으며, 약 350만명의 인구가 있다. 플래토주는 조스고원(Jos Plateau)의 이름에서 유래했다. 1976년 2월 3일 베누에플래토주에서 분리되어 신설되었다.

## 지리

### 인접한 주
- 바우치주 - 북동쪽
- 카두나주 - 북서쪽
- 나사라와주 - 남서쪽에 위치한 이 주는 1996년에 플래토주로부터 분리되었다.
- 타라바주 - 남동쪽

### 경계
플래토주는 나이지리아의 중앙 벨트 안에 위치한다. 위도 80°24'N 와 경도 80°32' 와 동위 100°38' 사이에 위치한다. 주는 매혹적인 바위 대형을 갖춘 주의 북쪽에 있는 산악 지역인 조스고원의 이름을 따서 명명되었다. 고원의 바위는 고원을 덮는 초원을 가로질러 흩어져 있다.